# Котапола (підрозділ окружного секретаріату)
Підрозділ окружного секретаріату Котапола — підрозділ окружного секретаріату округу Матара, Південна провінція, Шрі-Ланка. Головне місто - Котапола. Складається з 37 Грама Ніладхарі.

## Демографія
| Кількість Грама Ніладхарі | Площа (км2) | Населення (2012) | Населення (2012) | Населення (2012)  | Населення (2012) | Населення (2012) | Населення (2012) | Густота населення (/км2) |
| Кількість Грама Ніладхарі | Площа (км2) | Сингали          | Ларакалла        | Ланкійські таміли | Індійські таміли | Інші             | Всього           | Густота населення (/км2) |
| ------------------------- | ----------- | ---------------- | ---------------- | ----------------- | ---------------- | ---------------- | ---------------- | ------------------------ |
| 37                        | 175,6       | 51,057           | 110              | 4,041             | 7,855            | 9                | 67,596           | 389                      |